# Félix Duban
Pour les articles homonymes, voir Duban.
Jacques Félix Duban, né le 14 octobre 1798 à Paris, et mort le 8 octobre 1870 à Bordeaux, est un architecte français. Avec Jacques Hittorff et Henri Labrouste, il est le chef incontesté de la nouvelle génération romantique.

## Biographie
Il est l'élève de son futur beau-frère François Debret et rentre à l’École des Beaux-arts. Lauréat du grand prix de Rome en 1823, il est profondément marqué par son séjour en Italie. Il y découvrit notamment la polychromie des peintures antiques de Pompéi, les tombeaux étrusques nouvellement mis au jour, ainsi que la tradition des grands décors peints de la Renaissance.
Depuis 1820, Debret s'occupe des travaux de l'École des beaux-arts de Paris à l'emplacement du couvent des Petits Augustins. Duban est ensuite nommé à son remplacement en 1832 (travaux qu'il mènera jusqu'à la fin de sa vie). Il est élu membre de l'Académie des beaux-arts en 1854.
Félix Duban est un remarquable coloriste et un grand connaisseur de l'architecture gréco-romaine et des ordres architecturaux.
Il est promu au grade de commandeur de la Légion d'honneur par décret du 14 août 1868.

## Principales réalisations

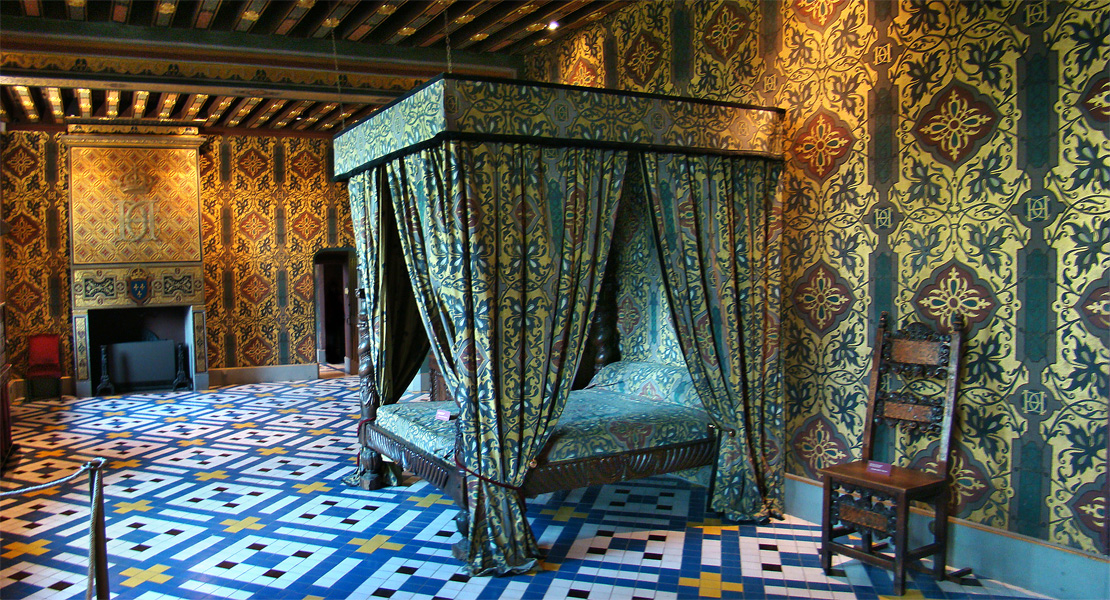
Château de Blois, chambre de la reine, restaurée par Félix Duban en 1845.

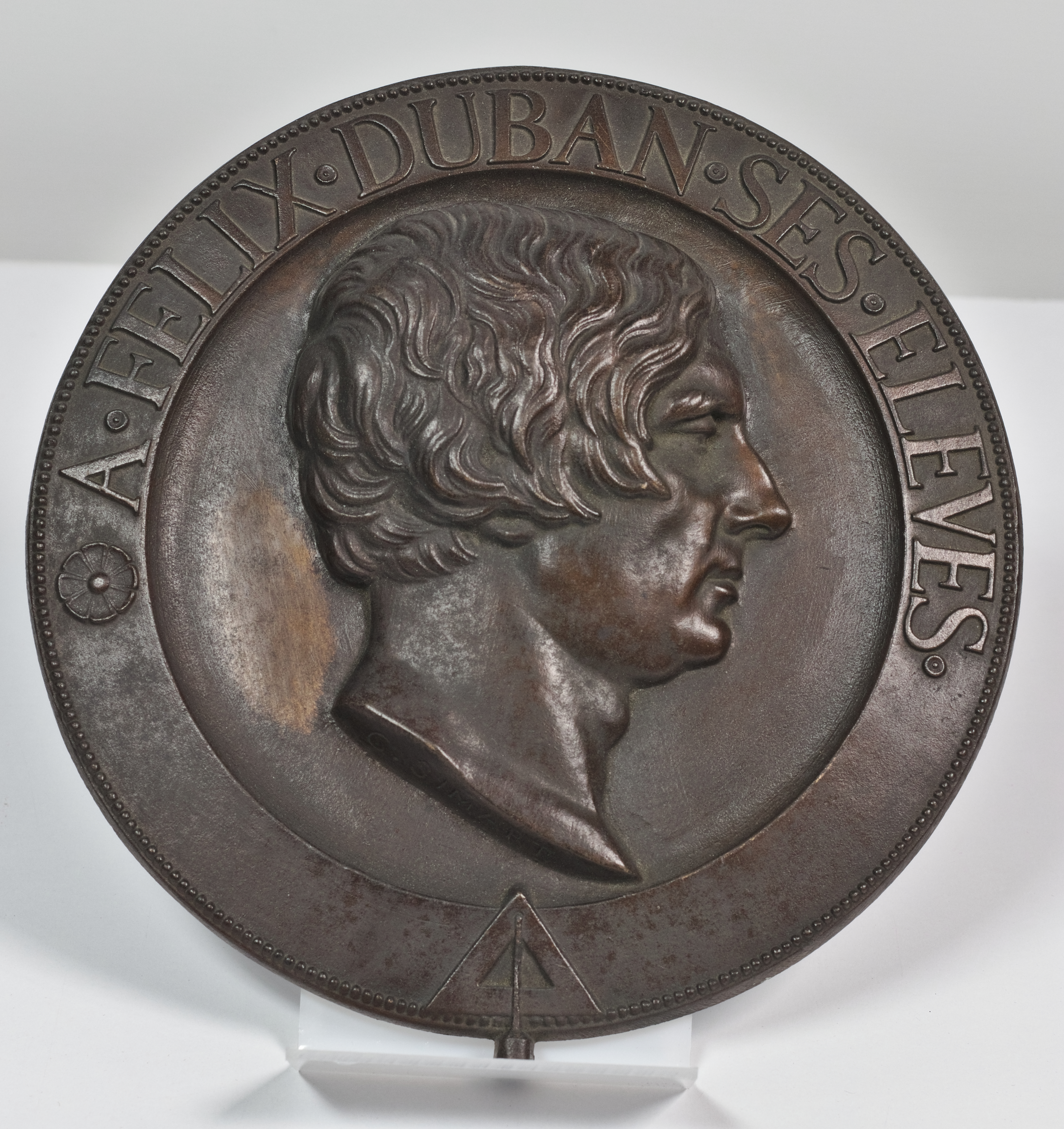
Médaille représentant Félix Duban.

- L'École des Beaux-Arts de Paris : il est l’auteur du bâtiment principal, le palais des Études, qui s'ouvre vers la rue Bonaparte, du bâtiment qui renferme les salles Melpomène et Foch, dévolues aux expositions, sur le quai Malaquais, ainsi que de la conception et de l'aménagement de la plus grande partie des édifices.
- Restauration du château de Blois.
- Travaux et projet de reconstruction du château de Chantilly (1846-1848) ;
- Restauration de la galerie d'Apollon du palais du Louvre, à partir de 1848. Il reprend et consolide sa structure et répare la couverture qui protège la précieuse voûte en berceau ornée, construite en 1661 sur ordre du jeune Louis XIV. L'inauguration eut lieu le 5 juin 1851.
- Conception de la nouvelle décoration du Salon carré au palais du Louvre (1849-1851).
- Restauration de la Sainte-Chapelle, avec Jean-Baptiste-Antoine Lassus et Eugène Viollet-le-Duc (1836-1849).
- Restauration de divers monuments historiques et monuments privés, notamment le château de Dampierre pour le duc Honoré Théodoric d'Albert de Luynes (à partir de 1839), le château de la Montagne (Saint-Honoré-les-Bains), la construction de La Poterie de la Montagne à Saint-Honoré-les-Bains de 1844 à 1847 et l'intérieur du château d'Acquigny dans les années 1830 pour le compte de la comtesse du Manoir, née Zénaïde d'Esneval, le château de Joserand (Puy-de-Dôme) en 1845-1860 pour Amédée de Chabrol-Tournoëlle.

## Dessins
Comme son collègue Hittorff, Duban est un des premiers à revaloriser la polychromie des monuments antiques. Il l'exprime notamment à travers ses différents dessins et aquarelles qui font ressortir les couleurs de paysages réels ou imaginaires.

### Séjour à Naples et Pompéi, été 1825
- Masques pompéien, graphite, H 17 ; L. 23.7cm[4]. Paris, Beaux-Arts[5].
- Mosaïque et puits de la maison de Pansa, graphite, H. 24.2 ; L. 19.2 cm[6]. Paris, Beaux-Arts[5].
- Pompéi, maison de Pansa, graphite, gouache, aquarelle, H. 27.5 ; L. 26.1 cm[6]. Paris, Beaux-Arts[5].
- Relevé d'une paroi de la maison de Joseph II, graphite et aquarelle, H. 28 ; L. 19.9 cm[6]. Paris, Beaux-Arts[5]
- Frise pompéienne, graphite et gouache, H. 15.3 ; L. 24.7 cm[4]. Paris, Beaux-Arts[5].
- A Pompéia, dessin synthétique, aquarelle, H. 50.3 ; L. 41.2 cm[4]. Paris, Beaux-Arts[5].

### Mariage et descendance
Il épouse en 1828 Marguerite Françoise Hayard (1801-1881), inhumée avec sa fille au cimetière du Montparnasse, fille de Charles Hayard et de Suzanne Alliou, dont il a uniquement :
- Félicie Charlotte Duban (Paris, 14 février 1830 - Paris 6e, 27 août 1898), mariée à Paris 7e le 16 janvier 1882 avec Théodore Maillot, artiste peintre.

## Distinctions
- Commandeur de la Légion d'honneur (décret du 14 août 1868)

## Hommage
- Rue Duban (16e arrondissement de Paris)

### Bibliographie

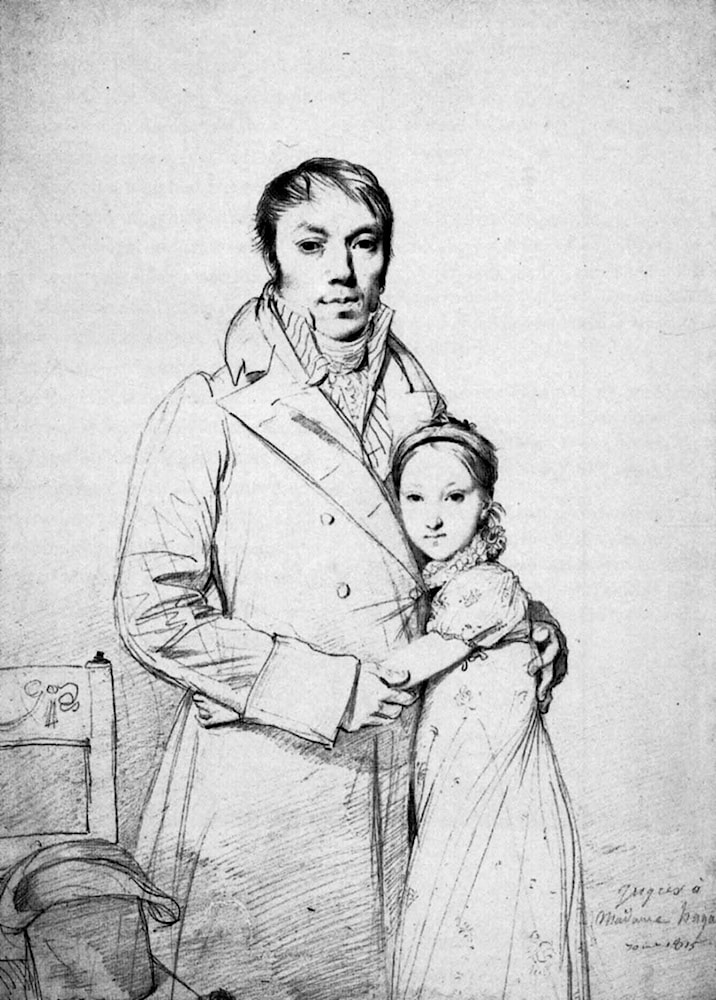
Charles Hayard et sa fille Marguerite, dessinés par Jean Auguste Dominique Ingres.

### Audiovisuel
- Catherine Adda, L'école des Beaux-Arts de Paris, DVD Arte France, 2003